# Brill Cagliari 1976-1977
Nella stagione 1976-1977, la Brill Cagliari ha disputato il campionato di Serie A Nazionale,  massimo livello del Basket italiano concludendo torneo al quinto posto ed accedendo al girone B della poule scudetto.  Giungendo terza, non poté accedere alle semifinali per il titolo.

## Roster

Federico Nizza

|  | Naz.                   | Ruolo | Sportivo           | Anno | Alt. | Peso |  |
|  | ---------------------- | ----- | ------------------ | ---- | ---- | ---- |  |
|  | Italia (bandiera)      |       | Gianni D’Urbano    |      |      |      |  |
|  | Italia (bandiera)      | A     | Eligio De Rossi    |      |      |      |  |
|  | Italia (bandiera)      | A     | Marcello Exana     |      |      |      |  |
|  | Argentina (bandiera)   | C     | Carlos Ferello     |      | 193  |      |  |
|  | Italia (bandiera)      | P     | Bruno Ligia        |      | 184  |      |  |
|  | Italia (bandiera)      |       | Massimo Luccarelli |      |      |      |  |
|  | Italia (bandiera)      | G     | Federico Nizza     |      | 194  |      |  |
|  | Italia (bandiera)      | A     | Paolo Persod       |      | 193  |      |  |
|  | Italia (bandiera)      | A     | Fernando Prato     |      |      |      |  |
|  | Italia (bandiera)      | A     | Vincenzo Romano    |      | 193  |      |  |
|  | Italia (bandiera)      | A     | Salvatore Serra    |      | 197  |      |  |
|  | Stati Uniti (bandiera) | C     | John Sutter        |      | 205  |      |  |